# Grumman F2F
Grumman F2F – dwupłatowy, jednosilnikowy samolot myśliwski z wciąganym podwoziem służący jako standardowy myśliwiec Marynarki Wojennej Stanów Zjednoczonych w latach 1936–1940.

## Historia
Po sukcesie jakim okazał się znakomity dwumiejscowy SF-1, który był szybszy od ówczesnych myśliwców, US Navy zamówiło u Grummana jednomiejscowy myśliwiec XF2F-1.  Nowy samolot miał być uzbrojony w dwa karabiny maszynowe 7,62 mm zamontowane nad owiewką silnika, a kadłub samolotu miał mieć wbudowane wodoszczelne przedziały w celu zwiększenia pływalności samolotu w razie wodowania.  Pierwszy lot prototypu odbył się 18 listopada 1933 roku; samolot napędzany był eksperymentalnym silnikiem XR-1534-44 Twin Wasp Junior o mocy 446 kW i osiągnął maksymalną prędkość 369 km/h – o 35 km/h większą od szybkości maksymalnej FF-1. XF2F-1 okazał się też konstrukcją bardziej zwrotną, choć samolot miał pewne problemy ze statecznością.
17 maja 1934 roku United States Navy zamówiła 54 egzemplarze myśliwca; pierwsze samoloty zostały dostarczone 19 stycznia 1935 roku.  Nieco później, po wypadku jednego z samolotów, który miał miejsce 16 marca 1935 roku, zamówiono jeden dodatkowy egzemplarz; łącznie US Navy zakupiła więc 55 samolotów tego typu.  Ostatni F2F-1 został dostarczony 2 sierpnia 1935 roku.

## Służba
F2F-1 służyły jako podstawowe myśliwce US Navy przez 5 lat, od roku 1935 do 1939, kiedy to zastąpiono je nowszym F3F-3. Po wycofaniu z jednostek myśliwskich F2F służyły jeszcze przez pewien czas jako samoloty szkoleniowe.